# Hootenanny Singers
Hootenanny Singers blev startet i Västervik i Sverige i 1961 af Björn Ulvaeus senere (ABBA), sammen med Johan Karlberg, Tony Roth og Hansi Schwarz under navnet West Bay Singers. De sang primært folkemusik af Evert Taube.

## Diskografi

### Albums
- 1964: Hootenanny Singers
- 1964: Hootenanny Singers (andet album)
- 1965: Hootenanny Singers Sjunger Evert Taube
- 1965: International
- 1966: Many Faces/Många Ansikten
- 1967: Civila
- 1968: 5 År
- 1968: Bellman på vårt sätt
- 1969: Det bästa med Hootenanny Singers & Björn Ulvaeus
- 1969: På Tre Man Hand
- 1970: Skillingtryck
- 1971: Våra Vackraste Visor
- 1972: Våra Vackraste Visor Vol. 2
- 1973: Dan Andersson på vårt sätt
- 1974: Evert Taube på vårt sätt
- 1979: Nya vindar
- 1982: För kärleks skull[1][2]

### Opsamlingsalbum
- 1967: Bästa
- 1974: Favoriter
- 1991: Bästa
- 1995: Svenska favoriter
- 2002: Musik vi minns

### EP'er
- 1964: "Jag väntar vid min mila/Ann-Margret/Ingen enda höst/Ave Maria No Morro"
- 1964: "En Mor/Körsbar Utan Kärnor/Gabrielle/I Lunden Gröna"
- 1964: "Lincolnvisan/Hem Igen/Godnattsaga/This Is Your Land"
- 1965: "Britta/Solola/Eh Hattespeleman/Telegrafisten Anton Hanssons Vals"
- 1965: "Björkens Visa/En Festlig Dag/Vildandens Klagan/Finns Det Liv Så Finns Det Hopp"
- 1966: "Vid Roines Strand/Marianne/En Man Och En Kvinna/Vid en biväg till en byväg bor den blonda Beatrice"
- 1967: "Blomman/En sång en gång för längese'n/Det Ar Skönt Att Vara Hemma Igen/Tänk Dej De' Att Du Och Jag Var Me'"
- 1967: "Mårten Gås/Början Till Slutet/Marie Christina/Adjö Farval"

### Singler
- 1964: "Jag väntar vid min mila" (I'm Waiting at the Charcoal Kiln) / "Ann-Margret"
- 1964: "Darlin'" / "Bonnie Ship the Diamond"
- 1965: "Den Gyllene Fregatt" / "Där skall jag bo"
- 1965: "Britta" / "Den Sköna Helen"
- 1965: "Solola" / "Björkens Visa"
- 1965: "Den sköna Helen" / "Björkens visa"
- 1966: "No Time" / "Time To Move Along"
- 1966: "Marianne" / "Vid en biväg till en byväg bor den blonda Beatrice"
- 1966: "Baby, Those Are The Rules" / "Through Darkness Lights"
- 1967: "En sång en gång för längese'n" (Swedish version of Green, Green Grass of Home) / "Det Är Skönt Att Vara Hemma Igen"
- 1967: "Blomman" / "En man och en kvinna'
- 1967: "En gång är ingen gång" / "Du eller ingen"
- 1967: "Mrs O'Grady" / "The Fugitive"
- 1967: "Början till slutet" / "Adjö farväl"
- 1968: "Så länge du älskar är du ung" / "Vilken lycka att hålla dej i hand"
- 1968: "Mårten Gås" / "Du Ska Bara Tro På Hälften"
- 1968: "Måltidssång" / "Till Fader Berg Rörande Fiolen"
- 1968: "Elenore" / "Fåfängans Marknad"
- 1969: "Den som lever får se" / "Så länge jag lever"
- 1969: "Om jag kunde skriva en visa" / "Casanova"
- 1969: "Vinden Sjunger Samma Sång" / "Hem Till De Mina"
- 1970: "Ring Ring, Här är Svensktoppsjuryn" / "Lev som du lär"
- 1970: "I fjol så gick jag med herrarna i hagen" / "Älvsborgsvisan"
- 1970: "Rose Marie" / "Elin och herremännen"
- 1970: "En visa vill jag sjunga som handlar om min lilla vän" / "Spelmansvisa"
- 1971: "Aldrig Mer" / "Lilla vackra Anna"
- 1971: "Hjärtats Saga" / "Jungman Jansson"
- 1971: "Tess Lördan" / "Rosen Och Fjärilen"
- 1972: "Tiden" / "Ida & Frida & Anne-Marie"
- 1972: "Där björkarna susa" (Where the Birches Sough) / "Calle Schewens Vals"
- 1973: "Om aftonen" / "Till min syster"
- 1974: "Brittisk ballad" / "Ingrid Dardels polska"
- 1975: "Sjösala vals" / "Vals i Valparaiso"
- 1975: "Linnea" / "Fritiof Anderssons paradmarsch"